# 贵州金丝桃
贵州金丝桃（学名：Hypericum kouytchense）为藤黄科金丝桃属下的一个种。

## 扩展阅读
- 維基物種上的相關：贵州金丝桃